# كورنيليس أندريس باكر
كورنيليس أندريس باكر (بالهولندية: Cornelis Andries Backer)‏ هو عالم نبات هولندي، ولد في سبتمبر 1874 في Oudenbosch ‏ في هولندا، وتوفي في 1963 في هيمستيده في هولندا.